# Dramaturgia

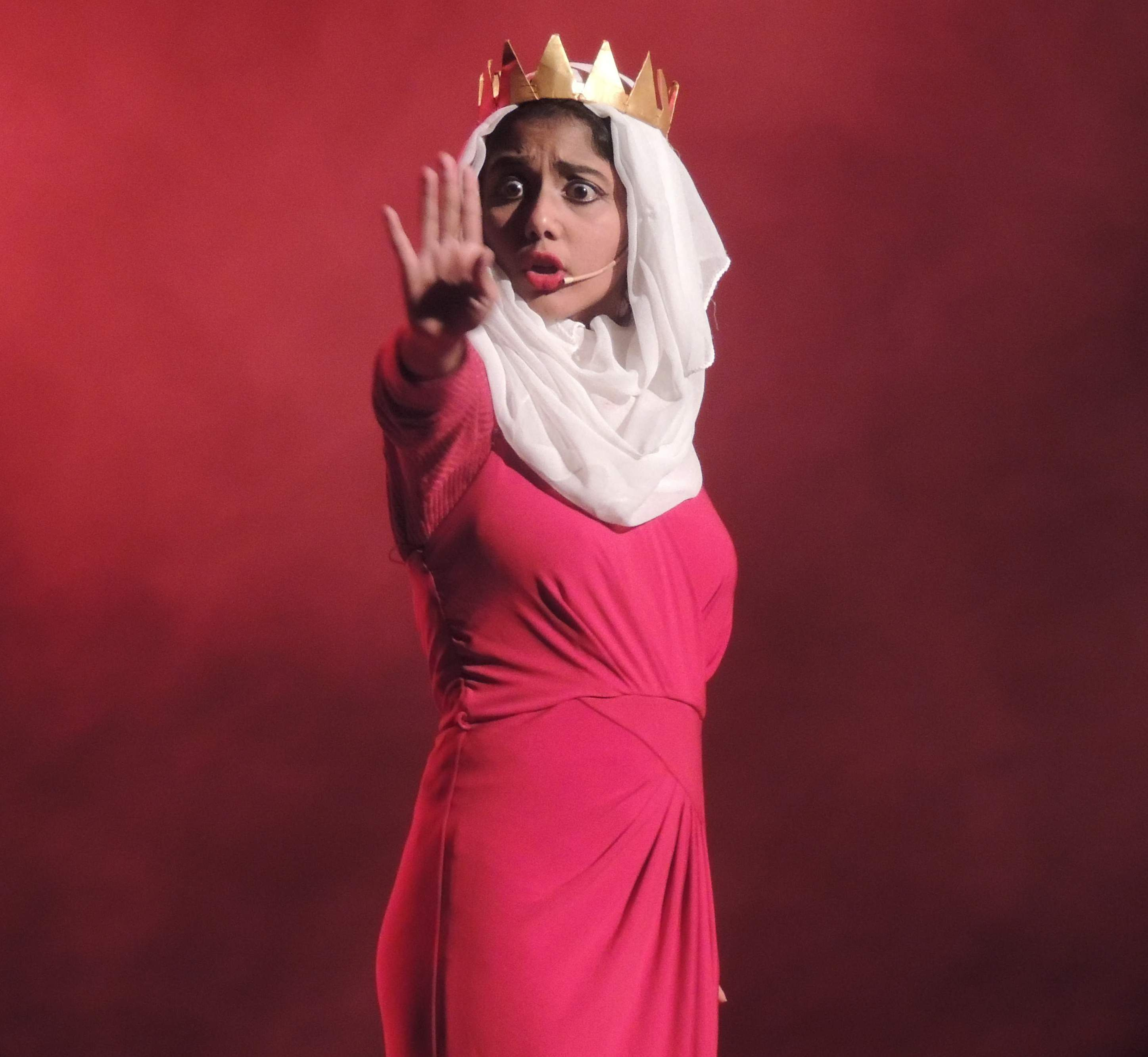
Extraido de Macbeth, exemplo de dramaturgia.

Dramaturgia é o ofício de elaborar um texto com o objetivo de transportá-lo para os palcos, apresentando diante de um público as ideias contidas nesta obra. A palavra drama vem do grego e significa ação. Desse modo, o texto dramatúrgico é aquele que é escrito especificamente para representar a ação. O que se dedica a essa tarefa é o dramaturgo. O cerne da ação é o conflito. Toda ação em cena depende do conflito e da maneira como os diferentes personagens agem para atingir seus diferentes objetivos. O dramaturgo pode atuar na tragédia, na comédia, no drama histórico, no drama burguês, no melodrama, na farsa e até mesmo no gênero musical. Entretanto, a dramaturgia não está relacionada somente ao texto teatral, ela está presente em toda obra escrita para as artes cênicas: roteiros cinematográficos, telenovelas, sitcoms ou minisséries.

## Dramaturgia televisiva
A dramaturgia criada para a televisão é conhecida como teledramaturgia e pode ser classificada da seguinte forma: programa unitário, seriado, minissérie e telenovela. Esta última se distingue da soap opera, gênero específico da televisão americana.

## Dramaturgia teatral
Em um texto teatral uma história é contada como uma narrativa. Há em geral, um enredo, personagens principais e secundários, um certo conflito, uma introdução, um clímax e um desfecho. Difere, entretanto, de um romance, devido a forma como o texto é disposto em geral no que se refere a descrição de cenários, personagens e a presença do narrador. Além disso, devem ser observados os efeitos causados pela divisão do texto teatral em cenas e/ou atos de acordo com a ordem dos acontecimentos.

### Aristóteles
Aristóteles definia dramaturgia como "a organização de ações humanas de forma coerente provocando fortes emoções ou um estado irreprimível de gozo ou maravilhamento".

### André Antoine
Não é inédito apontar que, já para André Antoine, o espetáculo tal como o concebia, conformava-se a partir e em torno de um texto, apesar de, na época, ser notório a polêmica entre Naturalismo e Simbolismo. Antoine fundou o Théâtre Libre em Paris em 1887. Seu trabalho teve enorme influência na cena francesa, assim como em companhias similares em outros lugares da Europa.
"Se o drama naturalista vier a aparecer, só um homem de gênio poderá tê-lo gerado. Corneille e Racine fizeram a tragédia. Victor Hugo fez o drama romântico. Onde está o autor ainda desconhecido que fará o drama naturalista? - Le Naturalisme au théâtre (OC, F. Bernouard, t.42, p.21).
Sabe-se também, que Antoine foi celebrado por revelar aos seus contemporâneos (e para os que vieram após eles) novos dramaturgos. Divulgou Tolstoi (O Poder das Trevas, 1888), Turgueniev (O Pão de Outrem, 1890), Courteline (Lidoire, 1891;1893), August Strindberg (Senhorita Júlia, 1893), Jules Renard (Pega-fogo, 1900), Henrik Ibsen (Pato Selvagem, 1906), e outros.

### Anton Tchecov
Sua história, e a história da relação com Constantin Stanislavski releva um novo aspecto do papel de dramaturgo, e de sua obra, posto o que vinha sucedendo com o "levante" da encenação. Avanços estes que nunca o impediram de colocar sempre sua personalíssima "visão pessoal" em sua obra.
A partir das criações de Anton Tchecov, Stanislavski pôde então vir a estruturar seu histórico método de interpretação para o ator.
Pôde também fazer avanços em sua estética, chegando até mesmo a contradizer Diderot, para o qual o verdadeiro paradoxo do ator não residia mais em "simular emoções", mas sim, agora, e de forma comprobatória, seu paradoxo deslocar-se-ia para o fato de que ele (o ator) não poderia "tornar-se" outra pessoa, senão com suas próprias emoções, enquanto, no processo, permanecia sendo ele mesmo.

## Dramaturgia contemporânea
A dramaturgia vem, sistematicamente, como resultado de profundas pesquisas centradas nos desdobramentos acerca das ideias de sujeito e subjetividade, bem como por uma ótica de subjetivações e como reflexo direto de avanços nos mais variados campos do pensamento e atividade humana - renovando-se esteticamente de forma continuada e progressiva. Incluindo nela ser também objeto de expansão da própria linguagem em que opera, valendo-se, por exemplo, de experimentos em que a própria grafia e o suporte papel podem funcionar também como tela a aportar obras que tendam a ser e ter independência sígnica visual (pictocoreográfica), bem como outros experimentos que denotam avanços de linguagem operando dentro da própria lógica de sua estrutura.
Experimentos que denotam, em si, o profundo conhecimento de toda a história anterior de seus avanços estéticos, bem como trazem em seu bojo implicações do que poderá ser o avanço da própria linguagem que a compõe. Textos que, inseridos no campo da Arte, têm como uma de suas buscas a tentativa da transfiguração de qualquer noção que se verifique estagnada de sentido, e que se nos propõem a renovar, de modo autônomo, nossa compreensão e sensação de qualquer ideia acerca da história humana conhecida, e por conhecer. 
Procedimentos estéticos que funcionam como trampolins, que nos propõem e permitem saltos em variadas, distintas e inéditas direções. Escrituras que se propõem a reconstruir o mundo de insuspeitadas maneiras, utilizando-se, neste intento, de procedimentos polissêmicos, instáveis, na tentativa de assumir um lugar preferencialmente de trânsito, e de alternativas à ideia estratificada do que conforma-se, historicamente, um 'ser humano'.

### Sarah Kane
Sarah Kane é considerada a maior dramaturga do final do século XX na Inglaterra. Escreveu em vida cinco obras de dramaturgia e um roteiro cinematográfico - Skin. Suas obras: Blasted (Ruínas ou Devastados), Phaedra's Love, Cleansed, Crave e 4.48 Psychosis.

### David Harrower
David Harrower é um dramaturgo escocês. Sua primeira obra de dramaturgia, Knives in Hens foi considerada um sucesso de crítica e público. Escreveu as peças Kill the Old Torture Their Young, Presence, Dark Earth, Blackbird, 365 e Lucky Box.